# El vuelo del Fénix (película de 2004)
El vuelo del Fénix (en inglés, Flight of the Phoenix) es una película estadounidense dirigida por John Moore, protagonizada por Dennis Quaid, Giovanni Ribisi, Tyrese Gibson, Miranda Otto y Hugh Laurie y estrenada por primera vez en 2004. Se trata de un remake de la versión dirigida en 1965 por Robert Aldrich, en la que un grupo de personas intenta sobrevivir en medio de un desierto tras un accidente de avión. Esta versión de 2004 tiene el mismo argumento que la película de 1965, pero en la versión de 2004 el avión es un Fairchild C-119 Flying Boxcar (en la versión de 1965 era un C-82 Packet) y el desierto es el desierto de Gobi, localizado en Mongolia (en la versión de 1965 todo sucedía en el Sahara, en Libia).

## Argumento
Una empresa petrolera estadounidense que hace prospecciones petrolíferas en Mongolia debe finalizar sus actividades y envía un avión, un C-119 Flying Boxcar, para retirar el personal de la empresa. Junto al personal sube un personaje muy extravagante. El vuelo se realizará desde el desierto de Gobi, en Mongolia, hasta Pekín, China. Una imprevista tormenta de arena aparece en el horizonte y obliga al piloto a realizar un aterrizaje forzoso, causando la muerte de dos de los pasajeros y haciendo que el avión acabe accidentado en medio del desierto. Para lograr salir del desierto con vida, los supervivientes tendrán que enfrentarse a un increíble desafío trabajando como equipo y múltiples peligros o enfrentarse a su inexorable destino.

## Reparto
- Dennis Quaid como Capitán Frank Towns
- Tyrese Gibson como	A.J.
- Giovanni Ribisi como Elliott
- Miranda Otto como Kelly
- Tony Curran como Rodney
- Sticky Fingaz como Jeremy (acreditado como Kirk Jones)
- Jacob Vargas como Sammi
- Hugh Laurie como Ian
- Scott Michael Campbell	Liddle
- Kevork Malikyan como Rady
- Jared Padalecki como Davis
- Paul Ditchfield como Dr. Gerber
- Martin Hindy como Newman (acreditado como Martin 'Mako' Hindy)
- Bob Brown	como Kyle
- Anthony Wong como Jefe contrabandista
- Yi-ding Wang como Contrabandista #2
- Kee-yick Cheng como Contrabandista #3
- Vernon Lehmann como Contrabandista #4
- Derek Barton (voz)
- Jim Lau (voz)